# 1865 na política

## Nascimentos
| Data          | Nome                  | Profissão                  | Nacionalidade                            | Observações | Ref   |
| ------------- | --------------------- | -------------------------- | ---------------------------------------- | ----------- | ----- |
| 28 de janeiro | Kaarlo Juho Ståhlberg | 1° presidente da Finlândia | Império Russo (Grão-Ducado da Finlândia) | m. 1952     | [ 1 ] |

## Mortes
| Data | Nome | Profissão | Nacionalidade | Observações | Ref |
| ---- | ---- | --------- | ------------- | ----------- | --- |